# AgroMais
AgroMais é um canal de televisão focado em notícias sobre o agronegócio, pertencente ao Grupo Bandeirantes de Comunicação, com sede em Brasília, com o objetivo de acompanhar tudo o que importa para um dos segmentos da economia que mais crescem no Brasil. O canal é formado com parcerias importantes como CNA/Senar, Embrapa, IPA, Sebrae e a consultoria Datagro.

## Antecedentes
O canal em fevereiro de 2020 chegou a se chamar AgroNews, mas mudou de nome para AgroMais.A principio, seria lançado em 18 de março, com uma festa reunindo autoridades em Brasília. Mas, por causa da pandemia de COVID-19 no Brasil, o Grupo Bandeirantes postergou o lançamento do canal para junho de 2020.

## Estreia
O canal entrou no ar ás 12 horas do dia 22 de junho de 2020. As primeiras imagens foram da festa de inauguração, diretamente da sua sede em Brasília, sendo transmitida simultaneamente pelos canais irmãos BandNews TV e Terraviva. A festa de inauguração recebeu representantes do Grupo Bandeirantes, além de João Carlos Saad, presidente do grupo, o presidente da república Jair Bolsonaro, a Ministra da Agricultura Tereza Cristina, o Ministro das Comunicações Fábio Faria, o governador de Brasília, Ibaneis Rocha e demais políticos. Após a cerimônia de inauguração, entrou no ar um programa de entrevistas tendo como convidado o presidente da república, em seguida a Ministra da Agricultura e no fim o presidente da Câmara dos Deputados, Rodrigo Maia. Em seguida, o canal seguiu com toda a sua programação, com exibição de boletins sobre o agronegócio.

## Controvérsias
Logo na estreia, o canal recebeu diversas críticas, entre elas com a exibição de uma suposta imagem de Johnny Saad coçando o nariz, além da acusação do mesmo de compartilhar o mesmo microfone com o presidente Bolsonaro durante a cerimônia de inauguração. Logo após as críticas, a diretora e esposa de um dos herdeiros de João Saad, Rosana Saad, saiu em defesa de Johnny e do canal em uma rede social.
A emissora também enfrentou gafes em sua estreia, o que foi percebido por muitos telespectadores como a presença de um eco no cenário de um programa jornalístico, além do momento em que a apresentadora do telejornal Agronoite chama uma matéria e a mesma acaba não indo ao ar, culminando numa confusão ao vivo.

## Programas
Telejornais:
- AgroManhã (Telejornal que atualiza o noticiário agrícola, com entrevistas e debates)
- AgroNotícias (Telejornal que abre a programação do canal, trazendo as últimas notícias do mundo agrícola)
- Agro+ Meio-Dia (Abertura dos mercados, entrevistas exclusivas e a atualizacão das principais notícias da manhã)
- AgroTarde (Telejornal com o panorama de produtos, tendências e o mercado do campo)
- Agro+ 17 horas (Simone Garcia e Leandro de Souza atualizam as informações do dia, Silmar Muller comenta o fechamento     dos mercados e Francisco de Assis mostra como fica o clima)
- AgroNoite (Resumo do dia no campo,     com entrevistas e análises)

Programas Técnicos:
- Direto da Horta (programa de entrevistas que recebe semanalmente especialistas e produtores, com dicas preciosas sobre como melhorar a produção e a rentabilidade)
- Frutas S/A (programa que traz para o produtor tudo sobre frutas)
- Boi Forte ((Reportagens e entrevistas sobre a cadeia de produção da carne bovina)
- Avicultura e Suinocultura (Espaço para debates e tendências sobre o mercado de aves e suínos)
- Conexão Leite e Derivados (Programa pioneiro na TV, se conecta com o novo consumidor, que procura por produtos nutritivos e saudáveis, sem abrir mão do sabor)
- Tech & Startups (Programa sobre o empreendedorismo rural, com entrevistas e matérias sobre modelos de tecnologia no campo)
- Campo Diplomático (diplomatas estrangeiros discutem o agronegócio em todo planeta)
- Agro América (Uma viagem pelos problemas e soluções do universo ligado à agricultura e à pecuária em todos os países das américas - ligados por questões muito semelhantes)
- Todos os Grãos (Você entra em contato com especialistas sobre técnicas de plantio, manejo e sobre o comportamento dos mercados de vários produtos do agronegócio)

Programas de análise
- Agro+ Entrevista (O assunto da semana para o agronegócio detalhado neste programa de entrevistas com personalidades do agro)
- Questão de Ordem (Noticiário sobre a pauta agropecuária em Brasília)
- Brasil Verde (Debates com especialistas sobre a importância da sustentabilidade no nosso campo)
- Energia Agro (Programa que discute a participação energética no mundo agro)
- Ação Sustentável (Programa de entrevistas que aborda a questão ambiental e a importância de conciliar produção agrícola com preservação da natureza)
- República Agro (O ex-ministro da Agricultura, Roberto Rodrigues, recebe convidados para falar sobre os desafios do universo agro)
- É tempo de Amazônia (Os caminhos para o crescimento econômico com a preservação das florestas na Amazônia brasileira)